# 太延
太延（たいえん）は、南北朝時代の北魏において、太武帝の治世に使用された元号。435年正月 - 440年6月。

## 西暦・干支との対照表
| 太延 | 元年  | 2年   | 3年   | 4年   | 5年   | 6年   |
| 西暦 | 435年 | 436年 | 437年 | 438年 | 439年 | 440年 |
| 干支 | 乙亥  | 丙子  | 丁丑  | 戊寅  | 己卯  | 庚辰  |